# RMS Celtic (1901)
«Селтик» (англ. RMS Celtic) — британский пассажирский лайнер, первый из четырёх лайнеров серии «Большой четвёрки» (англ. Big four) кораблей британской судоходной компании «Уайт Стар Лайн»: «Селтик», «Седрик», «Балтик» и «Адриатик».

## Спуск на воду, первый рейс, дальнейшая карьера

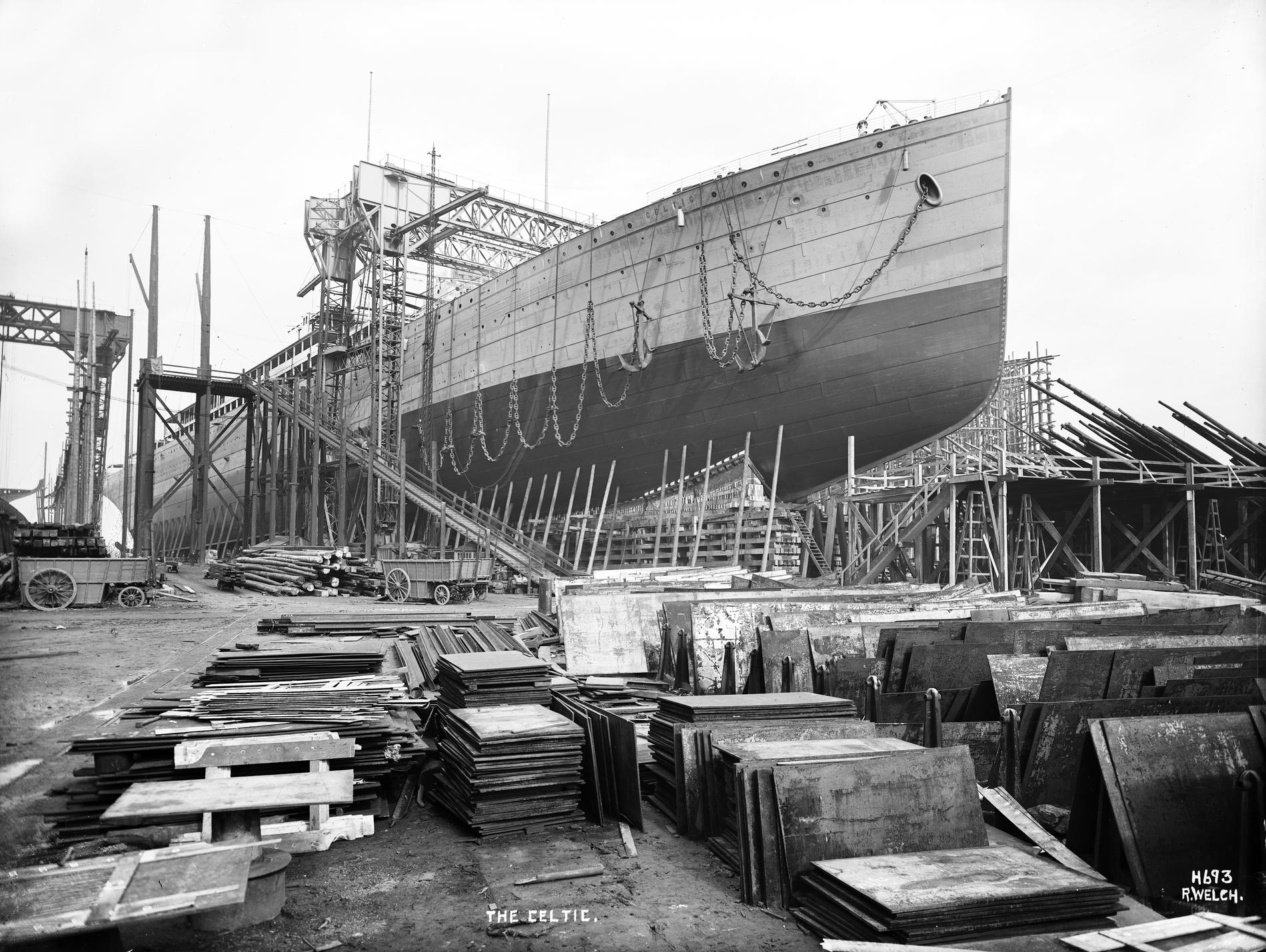
Пароход Celtic на верфи в 1901 году

В 1899 году «Уайт Стар Лайн» ввела в строй лайнер «Океаник», который стал самым большим кораблём в мире. К этому времени киль «Селтика» был уже заложен. Его спустили на воду в июне 1901 года, в этом же месяце его ввели в строй. Как и ожидали, «Селтик» стал самым большим судном в мире. На его 6 палубах могли комфортно разместиться почти две с половиной тысячи человек. Он лишился статуса самого большого судна после введения в строй лайнера «Балтик».

## Военная служба
Когда наступила война, «Селтик» переделали во вспомогательный крейсер. В мае 1917 года он успешно избежал торпедирования немецкой подлодкой UB-77.

## Дальнейшая карьера
После войны участвовал в двух столкновениях. Первый инцидент произошел в 1925 году, когда он плавал в Мерси и случайно протаранил корабль береговой линии Хэмпшир-Кост. Оба судна получили незначительные повреждения. Второе столкновение произошло 29 января 1927 года, когда «Селтик» в густом тумане протаранил «Анаконду» у Файер-Айленда. После войны судно было возвращено «Уайт Стар Лайн». В ходе модернизации «Селтик» был переведён на жидкое топливо, а также были переоборудованы каюты третьего класса.
10 декабря 1928 года лайнер сел на мель у берегов Ирландии, но с приливом был снят с мели. Повреждения оказались незначительными.

## Закат карьеры
«Уайт Стар Лайн» оказалась в тяжёлом положении после биржевого краха 1929 года. Чтобы хоть как-то улучшить положение, «Селтик» стал совершать круизы в Средиземноморье, но и это не помогло. В 1933 году корабль совершил последний рейс из Ливерпуля в Осаку, где и был утилизирован.